# Micropsyrassa glabrata
Micropsyrassa glabrata är en skalbaggsart som beskrevs av Martins och Chemsak 1966. Micropsyrassa glabrata ingår i släktet Micropsyrassa och familjen långhorningar. Inga underarter finns listade i Catalogue of Life.